# Línies de Llarga Distància a Catalunya
A Catalunya hi ha diferents línies de llarga distància que uneixen les principals poblacions regionals catalanes amb diferents ciutats de la península Ibèrica i del corredor mediterrani, d'Espanya i de França.
Els serveis de llarga distància es concentren principalment a les estacions de Barcelona-Sants, Girona, Lleida Pirineus i Camp de Tarragona i en menor mesura a Figueres-Vilafant i Tarragona i amb un servei a Barcelona-Estació de França, l'Aldea-Amposta i Cambrils.
Entre les diferents línies podem diferenciar-les en tres blocs: Alta Velocitat, Diürns i Nocturns.

## Alta Velocitat

### Història
A Catalunya el primer servei d'alta velocitat va ser l'Euromed que es va inaugurar l'any 1997 i uneix Barcelona-Sants amb València-Nord I Alacant-Terminal amb trens idèntics que els de l'AVE Madrid-Sevilla però d'ample ibèric. La velocitat comercial del servei és de 200 km/h i tot el recorregut transcorre per línies d'ample ibèric i en gran part d'altes prestacions on es poden assolir velocitats de fins a 250 km/h.
Posteriorment a l'octubre de 2003 i després de força retards va arribar l'AVE a l'Estació de Lleida Pirineus però només a 200 km/h. Amb aquesta obertura també es van posar en marxa els trens Altaria entre Barcelona, Madrid i Cadis, que és un servei d'alta velocitat amb trens Talgo d'ample variable, remolcats per una locomotora acoblada al tren, que anaven per línies catalanes d'ample ibèric entre Barcelona i Puigverd de Lleida on en un canviador d'ample enllaçaven amb la LAV Madrid-Lleida. Posteriorment els Altaria entre Barcelona i Madrid van ser substituïts pel servei Alvia que utilitzava automotors d'ample variable construïts per CAF (Sèrie 120 de Renfe), a diferència dels Altaria que eren remolcats per una locomotora acoblada.
Quan al desembre de 2007 l'AVE va arribar fins a l'Estació del Camp de Tarragona amb la inauguració del tram Lleida-Camp de Tarragona els Alvia van passar a fer el canvi d'ample a Roda de Barà.
Finalment, i després de molts retards i problemes en les obres va arribar l'AVE a Barcelona al Març de 2008, aquest fet va produir la desaparició de l'Alvia Barcelona-Madrid, que va ser substituït per AVE, i de l'Altaria Barcelona-Cadis, que va desaparèixer.

### AVE

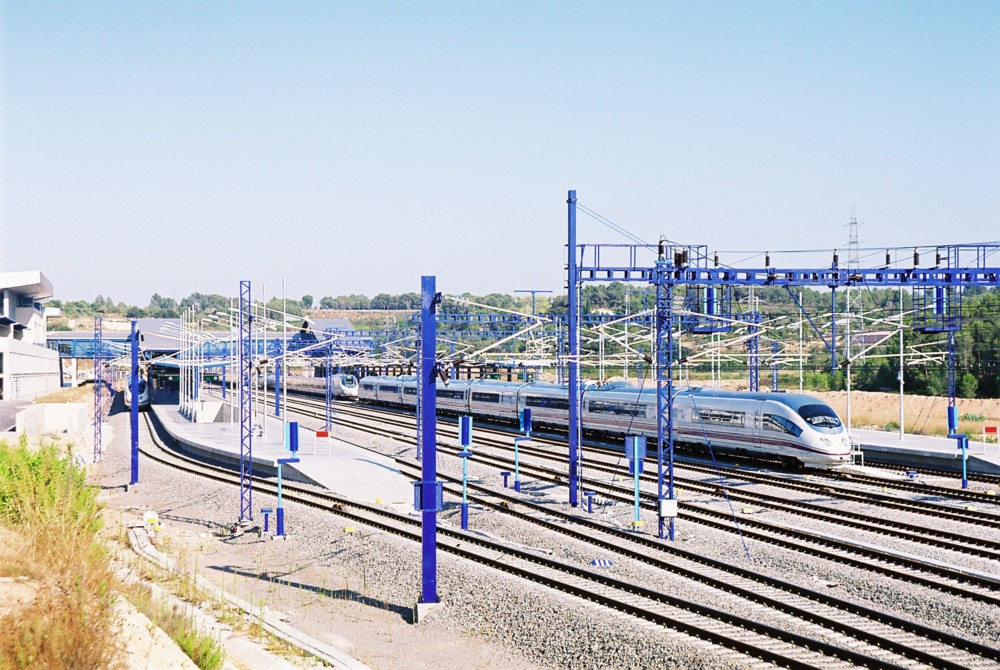
Tren AVE de la sèrie 103 (Velaro) a l'estació del Camp de Tarragona

L'AVE és un servei ferroviari d'alta velocitat d'ample internacional que uneix Figueres, Girona, Barcelona, Tarragona i Lleida amb Saragossa, Madrid, Còrdova, Sevilla i Màlaga entre d'altres.
La velocitat comercial entre Barcelona i Madrid és de 300 km/h i el servei és presta amb trens de la Sèrie 103 de Renfe coneguts com a Velaros, construïts per Siemens i amb una velocitat màxima de 350 km/h.
D'altra banda els serveis entre Barcelona, Sevilla i Màlaga, circulen des del 10 de gener de 2008 per un nova via d'uns cinc quilòmetres prop de Madrid que uneix la LAV Madrid-Barcelona amb la LAV Madrid-Sevilla, Còrdova-Màlaga sense fer parada a Madrid, aquests serveis es presten amb trens de la Sèrie 102 de Renfe coneguts com a Patos per la forma del seu frontal.
| <<              | >>                      | Parades intermèdies | Tren | Observacions   |
| --------------- | ----------------------- | --- | ---- | -------------- |
| Barcelona-Sants | Madrid-Puerta de Atocha | Camp de Tarragona · Lleida-Pirineus · Saragossa-Delicias · Calataiud · Guadalajara-Yebes                                | S103 |                |
| Barcelona-Sants | Sevilla-Santa Justa     | Camp de Tarragona · Lleida-Pirineus · Saragossa-Delicias · Ciudad Real-Central · Puertollano · Còrdova-Central          | S102 | 2 trens diaris |
| Barcelona-Sants | Màlaga-María Zambrano   | Camp de Tarragona · Lleida-Pirineus · Saragossa-Delicias · Còrdova-Central · Puente Genil-Herrera · Antequera-Santa Ana | S102 | 2 trens diaris |

### Euromed

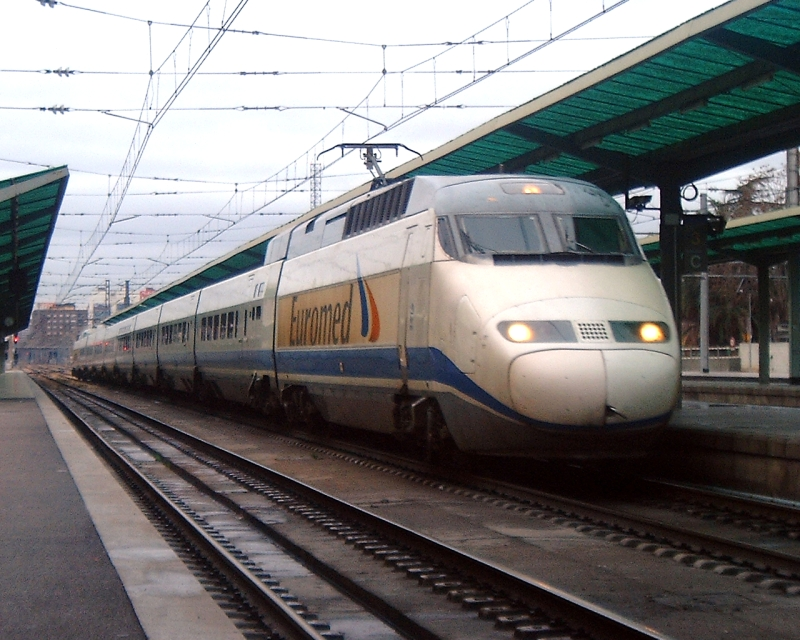
Euromed a València Nord

L'Euromed és un servei ferroviari d'alta velocitat d'ample ibèric que uneix Barcelona i Tarragona amb Castelló de la Plana, València i Alacant.
La velocitat comercial de l'Euromed és de 200 km/h i el servei es presta amb trens de la Sèrie 130 de Renfe (que han substituït la sèrie 101 en aquest servei).
En un futur amb l'obertura del Corredor Mediterrani entre l'estació del Camp de Tarragona i Vandellòs pel 2009 o 2010, l'Euromed serà substituït per trens que circulin parcialment per la línia d'alta velocitat.
| <<              | >>               | Parades intermèdies                              | Observacions |
| --------------- | ---------------- | ------------------------------------------------ | ------------ |
| Barcelona-Sants | València-Nord    | Tarragona · Castelló de la Plana                 |              |
| Barcelona-Sants | Alacant-Terminal | Tarragona · Castelló de la Plana · València-Nord |              |

### Alvia

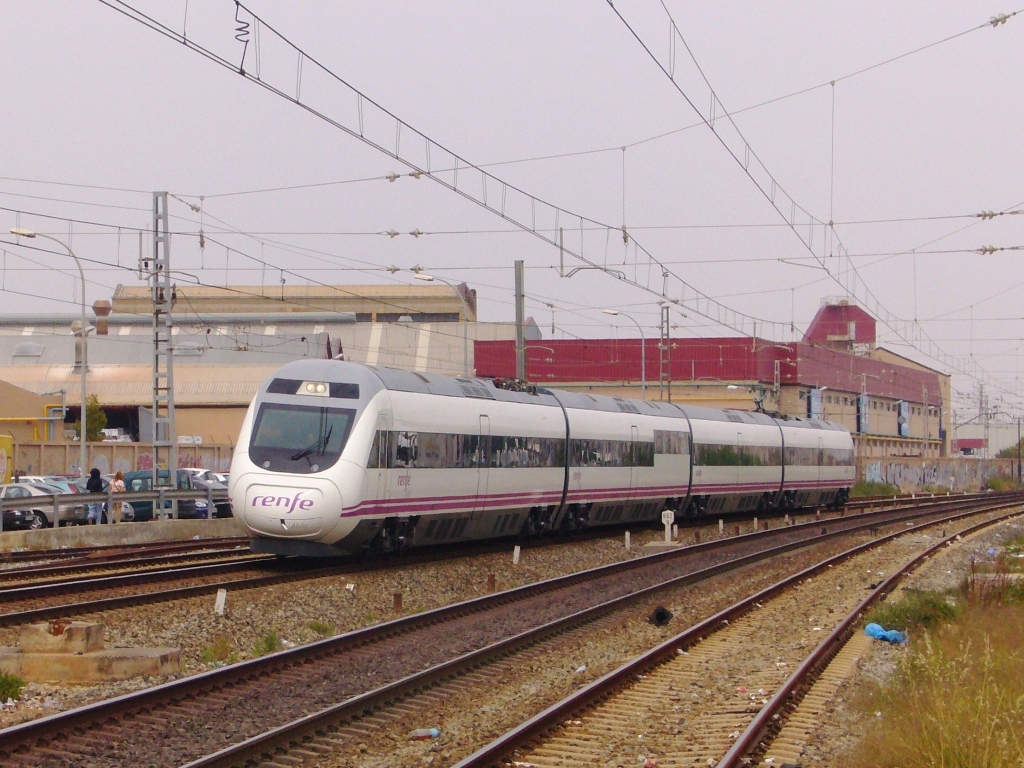
Antic tren Alvia Madrid-Barcelona (serie 120)

L'Alvia és un servei ferroviari d'ample variable que uneix Barcelona, Camp de Tarragona i Lleida amb Saragossa, Bilbao, Pamplona, Sant Sebastià, Burgos, Lleó, Ourense i Vigo entre d'altres.
Aquest servei havia unit Barcelona amb Madrid abans de l'arribada de l'AVE. Des del 15 de setembre de 2008 substitueix al Talgo Covadonga/Finisterre entre Barcelona i Vigo. A més des del 14 de desembre de 2008 també substitueix l'Estrella Pio Baroja en les relacions Barcelona-Bilbao i Barcelona-Irun. Des del 25 d'agost de 2009 també substitueix el Talgo Miguel de Unamuno en les relacions Barcelona-Bilbao i Barcelona-Irun.
Aquest servei està prestat per trens de la Sèrie 120 de Renfe fabricats per CAF, que circulen a 250 km/h entre Barcelona-Sants i Saragossa-Delicias.
| Nom                  | <<              | >>            | Parades intermèdies | Tipus d'Alvia | Observacions   |
| -------------------- | --------------- | ------------- | --- | ------------- | -------------- |
|                      | Barcelona-Sants | Bilbao-Abando | Camp de Tarragona · Lleida Pirineus · Saragossa-Delicias · Logronyo · Miranda de Ebro | S 120         | 2 tren diaris  |
|                      | Barcelona-Sants | Irun          | Camp de Tarragona · Lleida Pirineus · Saragossa-Delicias · Pamplona · Sant Sebastià | S 120         | 2 trens diaris |
| Covadonga/Finisterre | Barcelona-Sants | Vigo          | Camp de Tarragona · Lleida Pirineus · Saragossa-Delicias · Tudela · Castejón · Tafalla · Pamplona · Vitòria · Miranda de Ebro · Burgos · Palència · Sahagún · Lleó · Astorga · Bembibre · Ponferrada · O Barco de Valdeorras · A Rua-Petín · San Clodio-Quiroga · Monforte de Lemos · Ourense-Empalme · O Porriño · Redondela | S 120         | 1 tren diari   |
|                      | Barcelona-Sants | Gijón         | Alvia cap a Vigo fins a Lleó + enllaç amb Alvia fins a Gijón (es comercialitza com un sol tren) |               | 1 tren diari   |
| Covadonga/Finisterre | Barcelona-Sants | La Corunya    | Alvia cap a Vigo fins a Monforte de Lemos + Arco fins a La Corunya (es comercialitza com un sol tren) |               | 1 tren diari   |

## Antics serveis diurns
Els diferents trens diurns que no són d'alta velocitat que circulaven per les vies ferroviaries catalanes són: l'Alaris, l'Arco i el Talgo.

### Alaris

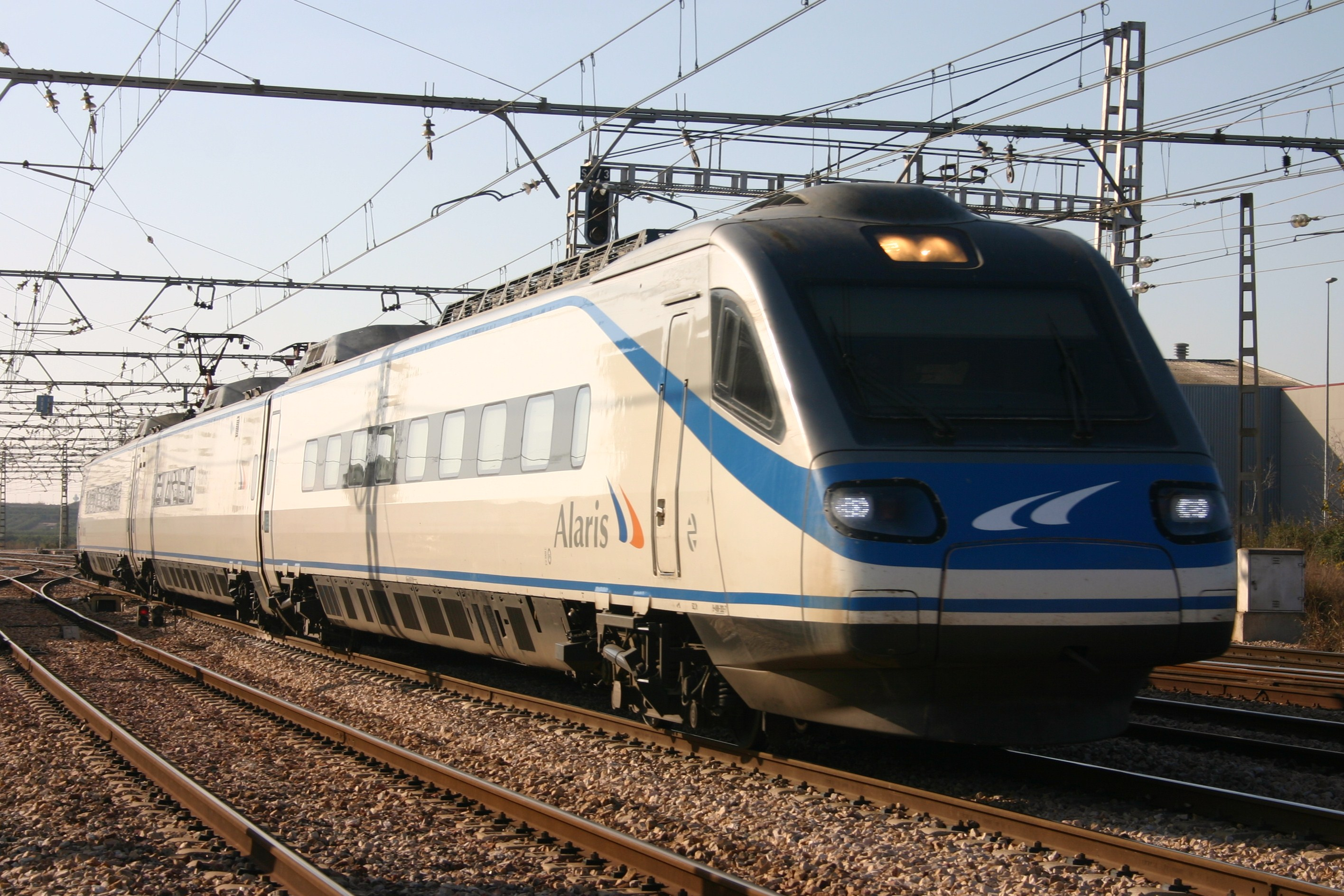
Alaris a Silla (València).

L'Alaris era un servei ferroviari d'ample ibèric que uneix Barcelona, Tarragona, Salou i L'Aldea amb Castelló de la Plana, València i Alacant, entre altres destinacions. El servei està prestat per automotors ETR 490.
Fa el mateix recorregut que l'Euromed però para a moltes més estacions que aquest, la seva funció és més de regional del corredor mediterrani, que de tren de llarg recorregut. Aquest servei es va posar en servei al març de 2008 substituint a l'Arco, que feia la mateixa relació, i els vagons d'aquest van ser enviats a la relació Galicia-País Basc. La principal diferencia entre Alaris i Arco és que l'Alaris és un automotor i l'Arco va amb locomotora acoblada
| <<              | >>               | Parades intermèdies | Observacions  |
| --------------- | ---------------- | --- | ------------- |
| Barcelona-Sants | València-Nord    | Tarragona · Salou · L'Aldea-Amposta · Vinaròs · Benicarló-Peníscola · Orpesa · Benicàssim · Castelló de la Plana · Sagunt                 | 1 tren diari. |
| Barcelona-Sants | Alacant-Terminal | Tarragona · Salou · L'Aldea-Amposta · Vinaròs · Benicarló-Peníscola · Orpesa · Benicàssim · Castelló de la Plana · Sagunt · València-Nord | 1 tren diari. |

### ArcoGarcía Lorca

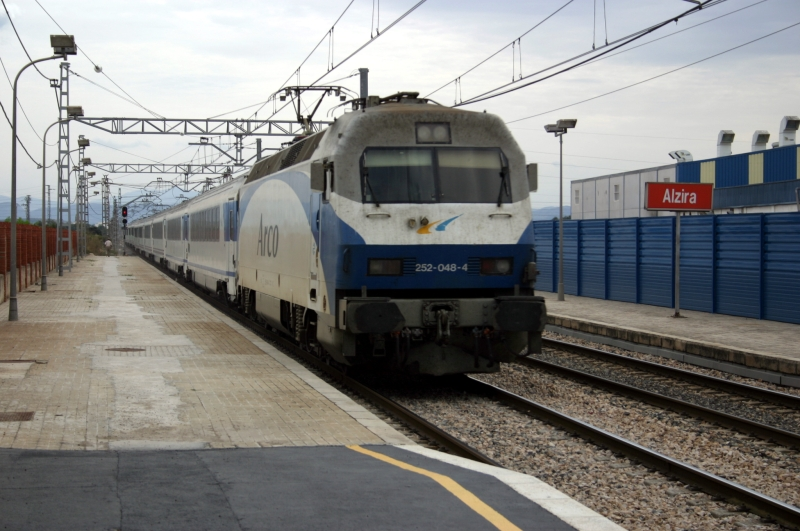
Arco García Lorca a Alzira (València).

L'Arco Garcia Lorca era un servei ferroviari d'ample ibèric que uneix Barcelona, Tarragona, Salou i L'Aldea amb Badajoz, Sevilla, Màlaga, Almeria i Granada entre altres destinacions.
Els vagons de l'Arco García Lorca circulen tots junts fins a Manzanares on se separen el vagons que van a Badajoz, més tard a Linares-Baeza se separen els vagons que uns dies van a Granada i uns altres van a Almeria. Finalment a Còrdova se separen els vagons de Sevilla i Màlaga.
L'Arco tant el García Lorca com el Galicia-País Basc són coneguts per la seva funció de superregional, a causa de la gran quantitat de parades que tenen en tot el trajecte
| <<              | >>                    | Parades intermèdies | Observacions                                 |
| --------------- | --------------------- | --- | -------------------------------------------- |
| Barcelona-Sants | Badajoz               | Sant Vicenç de Calders (només sentit Barcelona) · Tarragona · Salou · L'Aldea-Amposta · Vinaròs · Benicarló-Peníscola · Castelló de la Plana · València-Nord · Xàtiva · Albacete · Villarrobledo · Socuéllamos · Alcázar de San Juan · Manzanares · Daimiel · Almagro · Ciudad Real-Central · Puertollano · Almadenejos-Almadén · Cabeza del Buey · Castuera · Campanario · Villanueva de la Serena · Don Benito · Guareña · Mérida · Montijo |                                              |
| Barcelona-Sants | Sevilla-Santa Justa   | Las mateixes que al ramal de Badajoz fins a Manzanares, i a més: Valdepeñas · Vilches · Linares-Baeza · Espeluy · Andújar · Córdoba Central |                                              |
| Barcelona-Sants | Málaga-María Zambrano | Las mateixes que al ramal de Sevilla fins a Linares-Baeza, i a més: Espeluy · Andújar · Córdoba Central · Montilla · Puente Genil · Bobadilla |                                              |
| Barcelona-Sants | Granada / Almeria     | Las mateixes que al ramal de Sevilla fins a Linares-Baeza, i a més: Jódar-Úbeda · Cabra del Santo Cristo · Moreda a ambdues ramas, Guadix · Fiñana i Gador al ramal d'Almeria i Iznalloz al ramal de Granada | Circula en dies alterns a Granada i Almeria. |

### Talgo

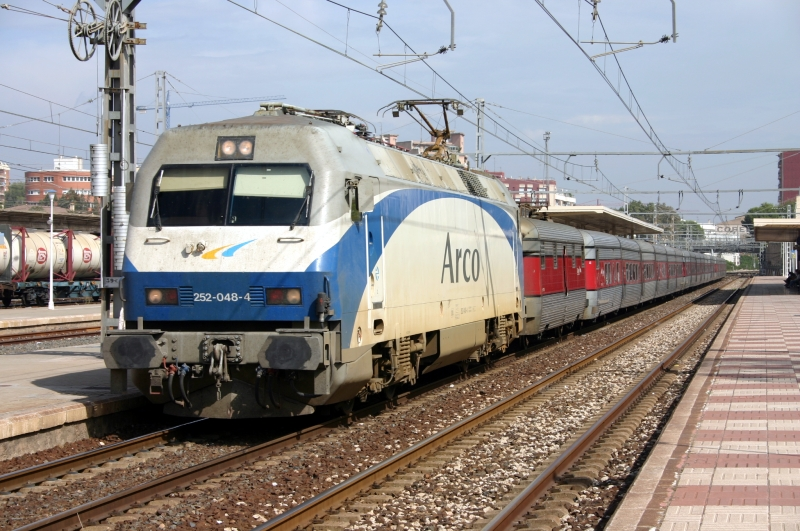
Talgo III a Reus

El Talgo (com a servei, no com a fabricant de tren) en els últims anys ha passat de ser el servei més estès de la Península a tenir un paper més aviat discret. Després de la retirada del mític Catalan Talgo, actualment tots els serveis es realitzen amb trens de les sèries IV-VII, tots ells pendulars (un sistema de basculació creat a Espanya que fa que els trens a les corbes puguin córrer més).
Els Talgos IV i V són d'ample ibèric, mentre que els VI i VII són d'ample variable.
A Catalunya els Talgo uneixen diverses poblacions catalanes com Barcelona, Girona, Figueres, Portbou, Salou, Cambrils entre altres amb diferents poblacions espanyoles i franceses com València, Alacant, Múrcia, Perpinyà i Montpeller entre d'altres.
Per al trajecte internacional Mare Nostrum (Cartagena-Montpeller) es fa servir material Talgo VI. Per a la resta de trajectes s'utilitzen Talgos d'ample ibèric.
| Nom          | <<              | >>                    | Parades intermèdies | Tipus de Talgo | Observacions  |
| ------------ | --------------- | --------------------- | --- | -------------- | ------------- |
| Mare Nostrum | Cartagena       | Montpeller-Saint Roch | Torrepacheco · Balsicas-Mar Menor · Múrcia del Carmen · Oriola · Elx-Parc · Alacant-Terminal · Elda-Petrer · Villena · Xàtiva · València-Nord · Castelló de la Plana · Benicàssim · Benicarló-Peníscola · Vinaròs · L'Aldea-Amposta · Cambrils · Salou · Tarragona · Barcelona-Sants · Girona · Figueres · Portbou · Cervera de la Marenda · Perpinyà · Narbona · Beziers | VI             |               |
| Talgo        | Barcelona-Sants | Llorca-Sutullena      | Tarragona · Salou · L'Aldea-Amposta · Vinaròs · Benicarló-Peníscola · Benicàssim · Castelló de la Plana · València-Nord · Xàtiva · Villena · Elda-Petrer · Alacant-Terminal · Elx-Parc · Oriola · Múrcia del Carmen · Alhama de Múrcia · Totana | VI             | 1 tren al dia |
| Talgo        | Barcelona-Sants | Múrcia del Carmen     | Tarragona · Salou · Cambrils · L'Aldea-Amposta · Vinaròs · Benicarló-Peníscola · Orpesa · Benicàssim · Castelló de la Plana · Sagunt · València-Nord · Xàtiva · Villena · Elda-Petrer · Alacant-Terminal · Elx-Parc · Oriola | VI             | 1 tren al dia |

## Antics Trens Nocturns
Els trens nocturns que circulaven per Catalunya eren el Trenhotel i l'Estrella.

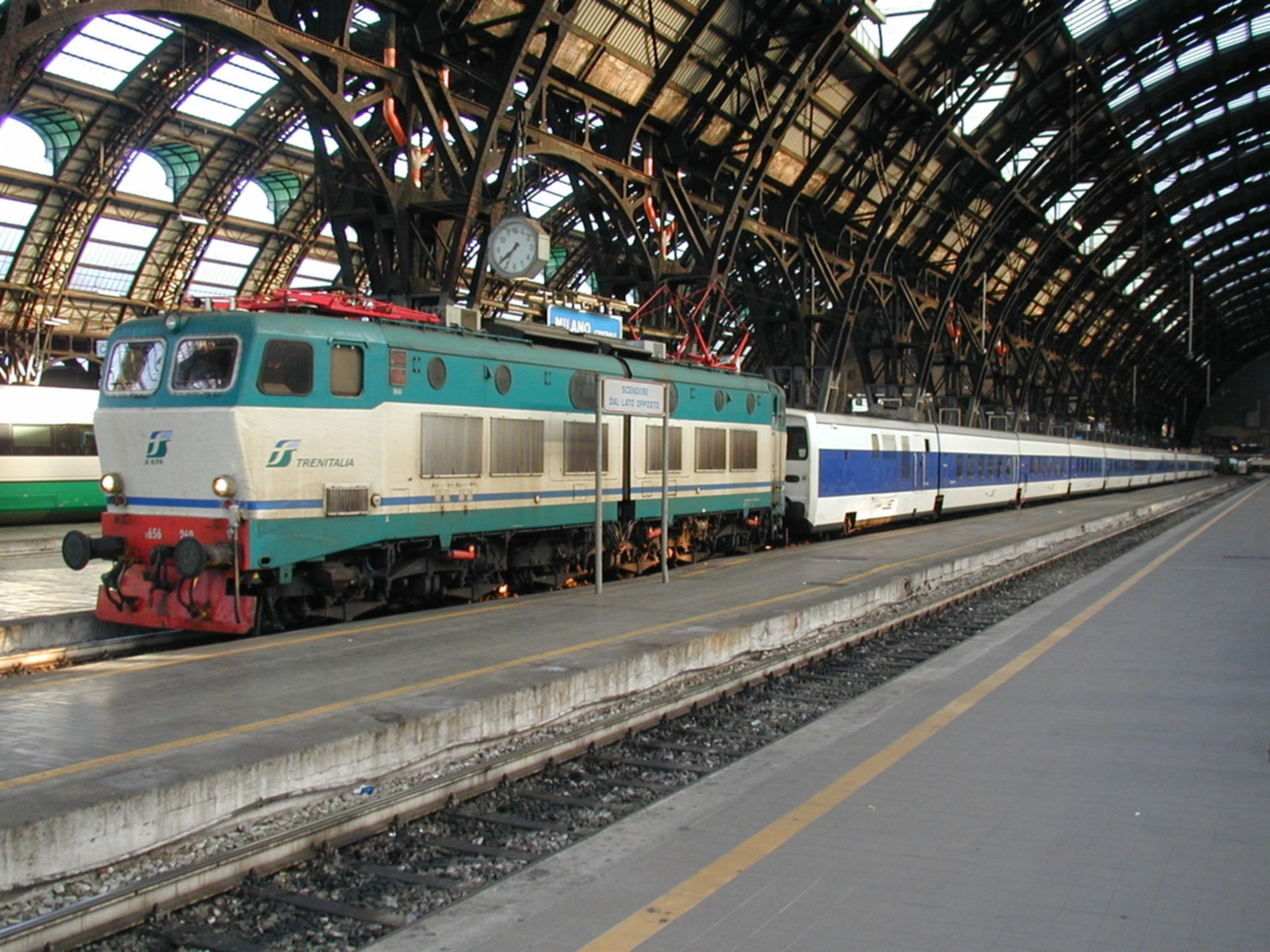
Trenhotel Salvador Dalí a l'estació Centrale de Milà

### Trenhotel
El Trenhotel era el servei nocturn més modern d'Espanya i Catalunya. Aquest servei està prestat per trens Talgo de les sèries, IV, V, VI i VII. Aquest trens tenen les mateixes característiques tècniques de circulació que el Talgo, però per dintre estan adaptats per a un servei nocturn, amb butaques reclinables, habitacions, llits, etc.
A Catalunya els Trenhotel unien Barcelona, Girona, Figueres, Tarragona i Salou amb diferents ciutats espanyoles, franceses, suïsses i italianes com Granada, Vigo, la Corunya, Gijón, París, Ginebra, Zúric, Torí i Milà entre d'altres.
Els Trenhotel que es dirigeixen cap a França no són gestionats per Renfe Operadora, sinó que els gestiona Elipsos que és una empresa formada per Renfe Operadora i la SNCF francesa.
Des del 26 de gener de 2008 amb l'entrada en servei de les rames Talgo VII amb llits, alguns Trenhotel circulen per la Línia d'Alta Velocitat, i a més els Trens Estrella seran substituïts progressivament per Trenhotel.
El juny de 2010 es van substituir els Trenhotel amb destinació Màlaga i Cadis per l'AVE; això ha suposat la pèrdua de l'enllaç directe Barcelona-Cadis.
| Nom                                               | <<                          | >>                | Parades intermèdies | Tipus de Talgo | Observacions             |
| ------------------------------------------------- | --------------------------- | ----------------- | --- | -------------- | ------------------------ |
| Rutes nacionals (Gestionades per Renfe Operadora) |                             |                   | |                |                          |
| Alhambra                                          | Barcelona-Sants             | Granada           | Tarragona · Salou · Castelló de la Plana · València-Nord · Almansa · Albacete · Alcázar de San Juan · Linares-Baeza | V              |                          |
| Galicia                                           | Barcelona-Sants             | La Corunya        | Camp de Tarragona · Lleida Pirineus · Saragossa-Delicias · Tudela · Castejón · Logronyo · Burgos · Palència · Lleó · Astorga · Ponferrada · O Barco de Valdeorras · A Rua-Petín · San Clodio-Quiroga · Monforte de Lemos · Sarria · Lugo · Curtis · Betanzos-Infesta | VII            |                          |
| Galicia                                           | Barcelona-Sants             | Vigo              | Les mateixes que la rama de la Corunya fins a Monforte de Lemos i a més: Ourense-Empalme· Guillarei · O Porriño · Redondela | VII            |                          |
| Pío Baroja                                        | Barcelona-Sants             | Gijón-Cercanías   | Camp de Tarragona · Lleida-Pirineus · Saragossa-Delicias · Tudela · Castejón · Calahorra · Logronyo · Burgos · Palència · Sahagún · Lleó · Oviedo · Gijón-Jovellanos                                                                                                 | VII            |                          |
| Rutes internacionals (Gestionades per Elipsos)    |                             |                   | |                |                          |
| Joan Miró                                         | Barcelona-Estació de França | París-Austerlitz  | Girona · Figueres · Limoges · Orléans-Les Aubrais | VI             |                          |
| Pau Casals                                        | Barcelona-Estació de França | Zuric-Hauptbanhof | Girona · Figueres · Perpinyà · Ginebra · Lausana · Friburg · Berna | VI             | Circulen en dies alterns |
| Salvador Dalí                                     | Barcelona-Estació de França | Milà-Centrale     | Girona · Figueres · Perpinyà · Bardonecchia · Torí-Porta Susa · Novara | VI             | Circulen en dies alterns |

### Estrella

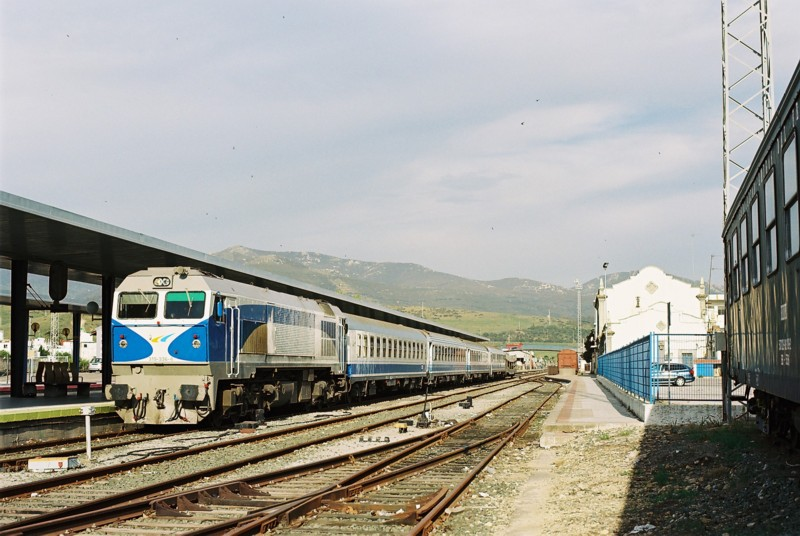
Tren estrella a Algesires

L'Estrella Costa Brava era un servei ferroviari nocturn d'ample ibèric que uneix Barcelona, Tarragona, Lleida i Girona entre altres amb Madrid, aquest fou l'únic servei directe entre Girona i Madrid, i l'únic nocturn entre Barcelona i Tarragona amb Madrid.
Aquest servei funcionava amb vagons de llits de diferents classes: Turista (només al Costa Brava), Preferent, Lliteres i Gran Classe, acoblats entre si i remolcats amb una locomotora acoblada. Aquest circula a una velocitat comercial de 120 km/h.
Entre els diferents serveis d'Estrella de fora de Catalunya cal destacar l'Estrella Surex que circula entre Hendaia (a França) i Lisboa passant per Sant Sebastià, Valladolid, Coimbra i Fàtima entre altres ciutats.
L'Estrella era el servei nocturn més antic que ofereix Renfe Operadora, per aquesta raó amb l'entrada en funcionament de les noves rames de Trenhotel s'aniran substituint progressivament serveis d'Estrella per Trenhotel.
| Nom         | <<                              | >>               | Parades intermèdies | Observacions                                     |
| ----------- | ------------------------------- | ---------------- | --- | ------------------------------------------------ |
| Costa Brava | Portbou / Cervera de la Marenda | Madrid-Chamartín | Llançà · Figueres · Flaçà · Girona · Caldes de Malavella · Granollers Centre · Barcelona-Sants · Sant Vicenç de Calders · Tarragona · Reus · Saragossa-Delicias · Calataiud · Arcos de Jalón · Sigüenza · Guadalajara · Alcalá de Henares | Té com a origen Portbou i com destinació Cervera |